# Schladming
 (octobre 2023).
Si vous disposez d'ouvrages ou d'articles de référence ou si vous connaissez des sites web de qualité traitant du thème abordé ici, merci de compléter l'article en donnant les références utiles à sa vérifiabilité et en les liant à la section « Notes et références ».
Schladming est une commune située dans l’ouest du Land de la Styrie en Autriche. Vieille ville minière, c'est depuis la fin du XIXe siècle un site touristique dont la station de ski est devenue une destination renommée pour les sports d'hiver grâce aux nombreuses organisations de compétitions de ski alpin sur ses terres.

## Tourisme
Les commerces y sont essentiellement des cafés, restaurants et magasins de sports d'hiver.
La principale montagne est le Planai et les premières pistes de ski démarrent à même le village. Des pistes de luge d'été sont mises en place en saison estivale et l'endroit, entouré de vastes forêts, est idéal pour les amateurs de randonnées et de vélo (particulièrement le VTT). Le village possède aussi une grande piscine externe dans un complexe sportif. Schladming attire également les golfeurs qui trouvent un parcours exigeant de 18 trous à Oberhaus.
De nombreux hôtels ont été construits permettant à la station d'accueillir de nombreux touristes et de poursuivre son essor et son développement.
La station fait partie de l'Espace Salzburg Amadé Sport World.
Schladming obtient en 2023 le label Meilleurs villages touristiques de l'Organisation mondiale du tourisme.

## Histoire
La première mention écrite d'un village à cet endroit remonte à 1180 (Slaebnich, vieux-slovène ‚Schluchtberg‘). La charte est citée pour la première fois en 1322, à propos des chemins de col (Tauern, ou « taurus ») de Schladming, le long desquels des communautés de mineurs s'affairaient jusqu'en 1500. C'est d'ailleurs de là que partit la première revendication de droits universels pour les mineurs d'Europe (Lettre des mines de Schladming, 1408). On y exploitait l'argent, le plomb, le cuivre, puis au XIXe siècle le cobalt et le nickel.
Les mineurs ayant rallié la Révolte des paysans à la suite de la Réforme, l'archiduc Ferdinand Ier la fit presque entièrement raser en 1525, et annula ses privilèges urbains ainsi même aujourd'hui, c'est toujours la modeste localité voisine de Gröbming qui héberge les administrations, de sorte que la Contre-Réforme, 500 ans plus tard, continue de faire sentir ses effets.
Schladming n’en continua pas moins de jouer un rôle important dans l'industrie minière du Saint Empire. Faute de rentabilité, l'exploitation fut interrompue au cours du XIXe siècle.
Mais la connexion de la vallée de l’Enns grâce à l'arrivée du chemin de fer, en 1875, marqua la renaissance économique de la ville, qui s'imposa peu à peu comme un lieu de villégiature et une station de sports d'hiver.

## Événements organisés
- Championnats du monde de ski alpin 1982.
- Descente sur le circuit de la coupe du monde de ski à partir de 1973.
- Coupe du monde de Mountain Bike 2006, 9 et 10 septembre.
- Coupe du monde de Mountain Bike 2007, 7 et 8 juillet.
- Championnats du monde de ski alpin 2013.

## Personnalités liées à la commune
- Anselm Franz, concepteur du réacteur Jumo 004
- Hans Knauss, skieur alpin.
- Fritz Pilz, sculpteur.
- Michael Tritscher, skieur alpin.
- Josef Walcher, skieur alpin.

## Jumelages
- Felletin (France) depuis 1960
- Wetzlar (Allemagne) depuis 1974
- Furano (Japon) depuis 1977